# Xipapillomavirus
Die Gattung Xipapillomavirus (nach dem griechischen Buchstaben ξ) umfasst eine Spezies mit bislang drei Subtypen von Papillomviren, die ausschließlich bei Rindern vorkommen. Sie verursachen dermale und mukokutane Papillome, die auch maligne entarten können. Papillomatosen des gesamten Gastrointestinaltraktes (von der Mundhöhle bis zum Rectum) durch BPV-4 sind beschrieben worden.
Charakteristisch für die Gattung ist das Fehlen eines Leserahmens für das E6-Protein (englisch early protein 6). Dieses Protein interagiert bei anderen Papillomviren mit dem zellulären p53 und induziert seine proteolytische Spaltung. Das E6-Protein aktiviert auch die Telomerase und greift damit in die Regulation der Zellteilung ein. An seiner Stelle (als erster Leserahmen nach dem ersten Startcodon) tritt ein sehr kurzer Leserahmen für das E8-Protein, das zelltransformierende Eigenschaften besitzt.
Zwei Isolate aus Papillomen von Rindern wurden 2008 vorläufig als Subtypen BPV-9 und BPV-10 bezeichnet. Sie stehen den Subtypen der Gattung Xipapillomavirus phylogenetisch am nächsten und sind vom ICTV mit Stand November 2018 dieser Gattung zugeordnet.

## Systematik
Die Systematik der Gattung Xipapillomavirus wurde inzwischen (ICTV Stand März 2024) neu gegliedert in Speciesnamen Xipapillomavirus 1 bis 5, vorher war nur eine einzige Gattung zugewiesen:
Familie Papillomaviridae
- Gattung Xipapillomavirus (früher Epitheliotropic bovine papillomavirus)
  - Spezies Xipapillomavirus 1
    - Bovines Papillomvirus 3 (Bos taurus papillomavirus 3, BPV-3) – Referenz: Haut
    - Bovines Papillomvirus 4 (Bos taurus papillomavirus 4, BPV-4) – Verdauungstrakt
    - Bovines Papillomvirus 6 (Bos taurus papillomavirus 6,BPV-6) – Zitzen und Euter
    - Bovines Papillomvirus 9 (Bos taurus papillomavirus 9, BPV-9)
    - Bovines Papillomvirus 10 (Bos taurus papillomavirus 10, BPV-10)
    - Bovines Papillomvirus 11 (Bos taurus papillomavirus 11, BPV-11)
    - Bovines Papillomvirus 15 (Bos taurus papillomavirus 15, BPV-15)
    - Bovines Papillomvirus 23 (Bos taurus papillomavirus 23, BPV-23)

  - Spezies Xipapillomavirus 2
    - Bovines Papillomvirus 12 (Bos taurus papillomavirus 12, BPV-12)

  - Spezies Xipapillomavirus 3
    - Rentier-Papillomvirus 2 (Rangifer tarandus papillomavirus 2, RtPV-2, RtPV2)

  - Spezies Xipapillomavirus 4
    - Bovines Papillomvirus 17 (Bos taurus papillomavirus 17, BPV-17)

  - Spezies Xipapillomavirus 5
    - Rothirsch-Papillomvirus  2 (Cervus elaphus papillomavirus 2, C2PV2)

Die englischen Bezeichnungen lauten stets auf papillomavirus (mit eingeschobenem ‚a‘), die deutschen Namen sind ohne dieses ‚a‘. In den englischen Namen steht gewöhnlich ein Leerzeichen, wo die deutsche Bezeichnung einen Bindestrich hat. Beispiele:
- Bovines Papillomvirus 3 – entspricht englisch Bovine papillomavirus 3
- Rentier-Papillomvirus 2 bzw. Rangifer-tarandus-Papillomvirus 2 – entspricht englisch Rangifer tarandus papillomavirus 2

Das Bovine Papillomvirus 1 (BPV-1) und das Bovine Papillomvirus 2 (BPV-2) gehören dagegen zur Gattung Deltapapillomavirus (syn. Fibropapillomavirus), das Bovine Papillomvirus 5 (BPV-5) zur Gattung Epsilonpapillomavirus.